# تسبولکی
تسبولکی (به لهستانی:  Cybulki) یک روستا در لهستان است که در گمینا ودمینه واقع شده‌است.